# Haus Jelling
Das Haus Jelling, benannt nach den archäologischen Fundplätzen in Jelling, ist die Familie des Königs Gorm der Alte, welcher als Reichseiniger Dänemarks gilt. Sein Sohn Harald Blauzahn wurde auch König von Norwegen, der Enkel Sven Gabelbart eroberte zudem weite Teile Englands, am bekanntesten ist jedoch der Urenkel Knut der Große, dessen Herrschaftsgebiet als Nordseereich bezeichnet wird. Mit Knuts Söhnen, die ohne Erben blieben, starb die Familie im Mannesstamm aus. Das dänische Erbe wurde vom Haus Estridsson übernommen.

## Stammliste
1. Gorm der Alte, † vor 950, 935 König von Dänemark; ⚭ Thyra, † wohl 935
  1. Knut Danaast, † ermordet wohl 940
    1. Gold-Harald, † ermordet wohl 970

  2. Harald Blauzahn, 936 bezeugt, † 1. November vor 988, König von Dänemark und 970 König von Norwegen; ⚭ (1) Gunhild, wohl 965 bezeugt; ⚭ (2) Tove, wohl 970 bezeugt, wohl Tochter des Wendenfürsten Mistiwoj (Nakoniden)
    1.  ? Hakon, in Northumbrien
    2. Sohn, genannt „Hiring“[1]
    3. Sven Gabelbart (Tveskaeg), † 3. Februar 1014, wohl 986 König von Dänemark, wohl 1002 König von Norwegen, 1013 König von England; ⚭ Gunhild von Polen, † nach 1014, Witwe von Erik Segersäll, König von Schweden, Tochter von Herzog Miecislaw I. (Piasten)
      1. Gyda; ⚭ um 996 Erik Håkonsson Jarl, † wohl 1024, 1000/15 Reichsverweser von Norwegen
      2. Knut der Große, * wohl 995, † 12. November 1035, 1016 König von England, wohl 1018 König von Dänemark, 1028 König von Norwegen; ⚭ Juli 1017 Emma von der Normandie, † 6. März 1052, Tochter von Herzog Richard I. (Rolloniden) und Witwe von König Æthelred von England (Haus Wessex)
        1. (unehelich, Mutter: Ælfgifu Ælfhelmsdaughter (Alfiva), † nach 1040) Sven Alfivason, † wohl 1036, 1030/35 König von Norwegen
        2. (unehelich, Mutter: Ælfgifu Ælfhelmsdaughter (Alfiva), † nach 1040) Harald Hasenfuss, † 17. März 1040, 1035 König von England
        3. Hardiknut, † 8. Juni 1042 wohl 1028 König von Dänemark, 1040 König von England
        4. Gunhild (Kunigunde), † 18. Juli 1038, bestattet im Kloster Limburg; ⚭ Juni 1036, wohl am 29., Heinrich III., 1039 deutscher König, 1046 römischer Kaiser, † 5. Oktober 1056 (Salier)
          1. Beatrix, * 1037 † 13. Juli 1061, Äbtissin von Quedlinburg und Gandersheim

      3. Harald, † wohl 1018, 1014 König von Dänemark
      4. Estrid, 1020 bezeugt, † 9. Mai...; ⚭ (1) 1017 Richard II., Herzog von Normandie, † 28. August 1027, verstoßen (Rolloniden); ⚭ (2) Ulf Jarl, † ermordet wohl 1026, Earl in England, Reichsverweser von Dänemark (Haus Estridsson)

    4. Gunhild, † ermordet 13. November 1002; ⚭ Pallig, Ealdorman in Devonshire, † ermordet 13. November 1002, beide Opfer des St.-Brice’s-Day-Massaker
    5.  ? Tyra Haraldsdatter, † 18. September wohl 1000; ⚭ (1) Björn der Starke von Schweden, X wohl 985 (Ynglinger); ⚭ (2) Burislav Fürst der Wenden, 972 bezeugt, geschieden; ⚭ (3) 998 Olaf Tryggvason, König von Norwegen, X 9. September wohl 1000 (Ynglinge)

  3.  ? Gunnhild, † nach 970; ⚭ Erik Blutaxt, † ermordet 954, 930/935 König von Norwegen, dann König von Jórvík (Ynglinge)
  4.  ? Toke Gormsson, X wohl 985
    1. Asbjörn Tokesen, X wohl 985
    2. Odinkar (Deocarus = Gottlieb)[2]